# Nathan Strother
Nathan Strother (Norcross, 6 settembre 1995) è un velocista statunitense.

## Palmarès
| Anno | Manifestazione     | Sede     | Evento      | Risultato  | Prestazione | Note  |
| ---- | ------------------ | -------- | ----------- | ---------- | ----------- | ----- |
| 2018 | Campionati NACAC   | Toronto  | 4×400 m     | Oro        | 3'00"60     |       |
| 2018 | Coppa continentale | Ostrava  | 400 m       | Bronzo     | 45"28       |       |
| 2019 | World Relays       | Yokohama | 4×400 m     | Finale     | dq          |       |
| 2019 | Mondiali           | Doha     | 400 m piani | Semifinale | 45"34       |       |
| 2019 | Mondiali           | Doha     | 4×400 m     | Oro        | 2'56"69     | [ 1 ] |